# Franco della Riunione
Il franco è stato la valuta della Riunione fino al 1975. Era suddiviso in 100 centime.

## Storia
Fino al 1874 alla Riunione circolò solo il franco francese (ad eccezione di una singola emissione di moneta). Da quella data iniziarono distinte emissioni di valuta. Inizialmente circolarono banconote della Banca della Riunione (Banque de la Réunion) e del Tesoro Coloniale insieme alla valuta francese. Nel 1896 furono emesse monete, seguite da gettoni bancari nel 1920. Nel 1945 fu creato il franco CFA, che fu adottato nella Riunione, con monete distinte introdotte nel 1948. Sebbene la carta moneta della Riunione fu stampata con il valore equivalente in nuovi franchi dal 1960, il nuovo franco non sostituì il franco della Riunione fino al 1975, quando la valuta francese sostituì quella locale con un rapporto di cambio pari a 1 (nuovo) franco francese = 50 franchi (CFA) della Riunione.

## Monete
Tra il 1779 e il 1781 vennero emesse monete da 3 sols e da 3 sous che riportavano la denominazione "Iles de France et de Bourbon".
Nel 1816 furono emessi pezzi da 10 centime, con la denominazione "Île de Bourbon", nome con cui era allora nota l'isola della Riunione.
Nel 1896 apparvero le prime monete con la denominazione "Île de la Réunion", con tagli da 50 centime e 1 franco, realizzate in cupronichel.
Gettoni da 5, 10 e 25 centime in alluminio furono introdotti nel 1920 e circolarono fino al 1941.
L'ultima serie fu emessa dall'Istituto d'Emissione dei Dipartimenti d'Oltremare (Institut d'Émission des Départements d'Outre-Mer) in seguito all'adozione del franco CFA. Nel 1948 furono introdotti i pezzi da 1 e 2 franchi in alluminio, ai quali seguirono nel 1955 le monete da 5 franchi in alluminio e quelle da 10 e 20 franchi in cupralluminio, nel 1962 quelle da 50 franchi in nichel ed infine, nel 1964 quelle da 100 franchi, anch'esse in nichel. Tutti i tagli furono emessi fino al 1975.
| Immagine                             | Immagine                             | Valore                               | Parametri tecnici                    | Parametri tecnici                    | Parametri tecnici                    | Parametri tecnici                    | Descrizione                             | Descrizione                                                                   | Descrizione                                        | Data di                              | Data di                              | Data di                              |
| Diritto                              | Rovescio                             | Valore                               | Diametro                             | Spessore                             | Massa                                | Composizione                         | Bordo                                   | Diritto                                                                       | Rovescio                                           | prima coniazione                     | emissione                            | decadenza                            |
| Serie "Iles de France et de Bourbon" | Serie "Iles de France et de Bourbon" | Serie "Iles de France et de Bourbon" | Serie "Iles de France et de Bourbon" | Serie "Iles de France et de Bourbon" | Serie "Iles de France et de Bourbon" | Serie "Iles de France et de Bourbon" | Serie "Iles de France et de Bourbon"    | Serie "Iles de France et de Bourbon"                                          | Serie "Iles de France et de Bourbon"               | Serie "Iles de France et de Bourbon" | Serie "Iles de France et de Bourbon" | Serie "Iles de France et de Bourbon" |
| ------------------------------------ | ------------------------------------ | ------------------------------------ | ------------------------------------ | ------------------------------------ | ------------------------------------ | ------------------------------------ | --------------------------------------- | ----------------------------------------------------------------------------- | -------------------------------------------------- | ------------------------------------ | ------------------------------------ | ------------------------------------ |
|                                      |                                      | 3 sols                               |                                      |                                      |                                      |                                      |                                         |                                                                               |                                                    |                                      | 1779                                 |                                      |
|                                      |                                      | 3 sols                               |                                      |                                      |                                      |                                      |                                         |                                                                               |                                                    | 1780                                 |                                      |                                      |
|                                      |                                      | 3 sous                               |                                      |                                      |                                      |                                      |                                         |                                                                               |                                                    |                                      | 1781                                 |                                      |
| Serie "Île de Bourbon"               |                                      |                                      |                                      |                                      |                                      |                                      |                                         |                                                                               |                                                    |                                      |                                      |                                      |
|                                      |                                      | 10 centime                           |                                      |                                      |                                      |                                      |                                         |                                                                               |                                                    |                                      | 1816                                 |                                      |
| Serie "Île de la Réunion"            |                                      |                                      |                                      |                                      |                                      |                                      |                                         |                                                                               |                                                    |                                      |                                      |                                      |
|                                      |                                      | 50 centime                           | 22,0 mm                              |                                      | 2,5 g                                | Cupronichel                          | Liscio                                  | "CONTRE-VALEUR DÉPOSÉE AU TRÉSOR COLONIAL", "BON POUR", valore facciale, anno | "RÉPUBLIQUE FRANÇAISE", "ILE DE LA RÉUNION", busto |                                      | 1896                                 |                                      |
|                                      |                                      | 1 franco                             | 25,0 mm                              |                                      | 4,5 g                                | Cupronichel                          | Liscio                                  | "CONTRE-VALEUR DÉPOSÉE AU TRÉSOR COLONIAL", "BON POUR", valore facciale, anno | "RÉPUBLIQUE FRANÇAISE", "ILE DE LA RÉUNION", busto |                                      | 1896                                 |                                      |
|                                      |                                      | 5 centime                            |                                      |                                      |                                      | Alluminio                            |                                         |                                                                               |                                                    |                                      | 1920                                 | 1941                                 |
|                                      |                                      | 10 centime                           |                                      |                                      |                                      | Alluminio                            |                                         |                                                                               |                                                    |                                      | 1920                                 | 1941                                 |
|                                      |                                      | 25 centime                           |                                      |                                      |                                      | Alluminio                            |                                         |                                                                               |                                                    |                                      | 1920                                 | 1941                                 |
| Serie "Franco CFA"                   |                                      |                                      |                                      |                                      |                                      |                                      |                                         |                                                                               |                                                    |                                      |                                      |                                      |
|                                      |                                      | 1 franco                             | 23 mm                                |                                      | 1,30 g                               | Alluminio                            | Liscio                                  | "REPUBLIQUE FRANÇAISE", testa della libertà alata volta a sinistra            | "REUNION", canne da zucchero, valore facciale      | 1948                                 | 1948                                 | 1975                                 |
|                                      |                                      | 2 franchi                            | 27,0 mm                              |                                      | 2,20 g                               | Alluminio                            | Liscio                                  | "REPUBLIQUE FRANÇAISE", testa della libertà alata volta a sinistra            | "REUNION", canne da zucchero, valore facciale      | 1948                                 | 1948                                 | 1975                                 |
|                                      |                                      | 5 franchi                            | 30,0 mm                              |                                      | 3,50 g                               | Alluminio                            | Liscio                                  | "REPUBLIQUE FRANÇAISE", testa della libertà alata volta a sinistra            | "REUNION", canne da zucchero, valore facciale      | 1955                                 | 1955                                 | 1975                                 |
|                                      |                                      | 10 franchi                           | 20 mm                                |                                      | 3,00 g                               | Cupralluminio                        | Liscio. "PRÆTER OMNES ANGULUS RIDET"    | "REPUBLIQUE FRANÇAISE", testa della libertà alata volta a sinistra            | "REUNION", scudo coronato, valore facciale         | 1955                                 | 1955                                 | 1975                                 |
|                                      |                                      | 20 franchi                           | 23,5 mm                              |                                      | 4,00 g                               | Cupralluminio                        | Liscio. "PRÆTER OMNES ANGULUS RIDET"    | "REPUBLIQUE FRANÇAISE", testa della libertà alata volta a sinistra            | "REUNION", scudo coronato, valore facciale         | 1955                                 | 1955                                 | 1975                                 |
|                                      |                                      | 50 franchi                           | 24,0 mm                              |                                      | 6,00 g                               | Nichel                               | Scanalato. "PRÆTER OMNES ANGULUS RIDET" | "REPUBLIQUE FRANÇAISE", testa della libertà alata volta a sinistra            | "REUNION", scudo coronato, valore facciale         | 1962                                 | 1962                                 | 1975                                 |
|                                      |                                      | 100 franchi                          | 26,0 mm                              |                                      | 9 g                                  | Nichel                               | Scanalato. "PRÆTER OMNES ANGULUS RIDET" | "REPUBLIQUE FRANÇAISE", testa della libertà alata volta a sinistra            | "REUNION", scudo coronato, valore facciale         | 1964                                 | 1964                                 | 1975                                 |

## Banconote
Tra il 1873 e il 1876 la Banca della Riunione (Banque de la Réunion) introdusse banconote da 5, 10, 25, 100 e 500 franchi. Tra il 1884 e il 1886 il Tesoro Coloniale (Trésor Colonial) emise banconote da 50 centime, 1, 2 e 3 franchi.
Nel 1917 la Banca della Riunione emise banconote d'emergenza di piccolo taglio da 5 e 10 centime. La Banca introdusse banconote da 1 000 franchi nel 1937 e da 5 000 franchi nel 1940. Durante la seconda guerra mondiale la Banca emise banconote da 50 centime, 1 e 2 franchi, sotto gli auspici prima della Repubblica di Vichy, poi della Francia libera. La Banca della Riunione cessò di emettere banconote nel 1944.
Nel 1943 la Cassa Centrale della Francia Libera (Caisse Centrale de la France Libre) emise per l'uso nell'isola della Riunione banconote da 5, 100 e 1 000 franchi dello stesso tipo di quelle emesse nell'Africa Equatoriale Francese. Nel 1944 la Cassa Centrale della Francia d'Oltremare (Caisse Centrale de la France d'Outre Mer) emise banconote da 100 e 1 000 franchi nello stesso modo. Nel 1947 la Cassa Centrale della Francia d'Oltremare emise banconote della Francia Equatoriale francese da 5, 10, 20, 50, 100, 500, 1 000 e 5 000 franchi sovrastampate con "La Réunion".
Nel 1960 l'Istituto d'Emissione dei Dipartimenti d'Oltremare (Institut d'Émission des Départements d'Outre-Mer) assunse il controllo sull'emissione di cartamoneta, con banconote da 100, 500, 1 000 e 5 000 franchi, sovrastampate con "La Réunion" o con "Département de la Réunion". Nel 1962 le banconote da 500, 1 000 e 5 000 franchi furono emesse sovrastampate con la denominazione in nuovi franchi (10, 20 e 100 nouveaux francs).
| Immagine                                                           | Immagine                               | Valore                                 | Dimensioni                             | Colore principale                      | Descrizione                            | Descrizione                            | Descrizione                            | Data di                                | Data di                                | Data di                                | Note                                   |
| Fronte                                                             | Retro                                  | Valore                                 | Dimensioni                             | Colore principale                      | Fronte                                 | Retro                                  | Filigrana                              | stampa                                 | emissione                              | ritiro                                 | Note                                   |
| Serie Banque de la Réunion (1873-1876)                             | Serie Banque de la Réunion (1873-1876) | Serie Banque de la Réunion (1873-1876) | Serie Banque de la Réunion (1873-1876) | Serie Banque de la Réunion (1873-1876) | Serie Banque de la Réunion (1873-1876) | Serie Banque de la Réunion (1873-1876) | Serie Banque de la Réunion (1873-1876) | Serie Banque de la Réunion (1873-1876) | Serie Banque de la Réunion (1873-1876) | Serie Banque de la Réunion (1873-1876) | Serie Banque de la Réunion (1873-1876) |
| ------------------------------------------------------------------ | -------------------------------------- | -------------------------------------- | -------------------------------------- | -------------------------------------- | -------------------------------------- | -------------------------------------- | -------------------------------------- | -------------------------------------- | -------------------------------------- | -------------------------------------- | -------------------------------------- |
|                                                                    |                                        | 5 franchi                              |                                        | Rosso                                  |                                        |                                        |                                        |                                        | 1873-1876                              |                                        |                                        |
|                                                                    |                                        | 10 franchi                             |                                        |                                        |                                        |                                        |                                        |                                        | 1873-1876                              |                                        |                                        |
|                                                                    |                                        | 25 franchi                             |                                        |                                        |                                        |                                        |                                        |                                        | 1873-1876                              |                                        |                                        |
|                                                                    |                                        | 100 franchi                            |                                        |                                        |                                        |                                        |                                        |                                        | 1873-1876                              |                                        |                                        |
|                                                                    |                                        | 500 franchi                            |                                        |                                        |                                        |                                        |                                        |                                        | 1873-1876                              |                                        |                                        |
| Serie Trésor Colonial (1884-1886)                                  |                                        |                                        |                                        |                                        |                                        |                                        |                                        |                                        |                                        |                                        |                                        |
|                                                                    |                                        | 50 centime                             |                                        |                                        |                                        |                                        |                                        |                                        | 1884-1886                              |                                        |                                        |
|                                                                    |                                        | 1 franco                               |                                        |                                        |                                        |                                        |                                        |                                        | 1884-1886                              |                                        |                                        |
|                                                                    |                                        | 2 franchi                              |                                        |                                        |                                        |                                        |                                        |                                        | 1884-1886                              |                                        |                                        |
|                                                                    |                                        | 3 franchi                              |                                        |                                        |                                        |                                        |                                        |                                        | 1884-1886                              |                                        |                                        |
| Serie Banque de la Réunion (1917-1942)                             |                                        |                                        |                                        |                                        |                                        |                                        |                                        |                                        |                                        |                                        |                                        |
|                                                                    |                                        | 5 centime                              |                                        | Rosso                                  |                                        |                                        |                                        |                                        | 1917                                   |                                        |                                        |
|                                                                    |                                        | 10 centime                             |                                        | Rosso                                  |                                        |                                        |                                        |                                        | 1917                                   |                                        |                                        |
|                                                                    |                                        | 1 000 franchi                          |                                        |                                        |                                        |                                        |                                        |                                        | 1937                                   |                                        |                                        |
|                                                                    |                                        | 5 000 franchi                          |                                        |                                        |                                        |                                        |                                        |                                        | 1940                                   |                                        |                                        |
|                                                                    |                                        | 50 centime                             |                                        |                                        |                                        |                                        |                                        |                                        | 1942                                   |                                        |                                        |
|                                                                    |                                        | 1 franco                               |                                        |                                        |                                        |                                        |                                        |                                        | 1942                                   |                                        |                                        |
|                                                                    |                                        | 2 franchi                              |                                        |                                        |                                        |                                        |                                        |                                        | 1942                                   |                                        |                                        |
| Serie Caisse Centrale de la France Libre (1943)                    |                                        |                                        |                                        |                                        |                                        |                                        |                                        |                                        |                                        |                                        |                                        |
|                                                                    |                                        | 5 franchi                              |                                        |                                        |                                        |                                        |                                        |                                        | 1943                                   |                                        |                                        |
|                                                                    |                                        | 100 franchi                            |                                        | Verde                                  |                                        |                                        |                                        |                                        | 1943                                   |                                        |                                        |
|                                                                    |                                        | 1 000 franchi                          |                                        |                                        |                                        |                                        |                                        |                                        | 1943                                   |                                        |                                        |
| Serie Caisse Centrale de la France d'Outre Mer (1944-1947)         |                                        |                                        |                                        |                                        |                                        |                                        |                                        |                                        |                                        |                                        |                                        |
|                                                                    |                                        | 100 franchi                            |                                        |                                        |                                        |                                        |                                        |                                        | 1944                                   |                                        |                                        |
|                                                                    |                                        | 1 000 franchi                          |                                        |                                        |                                        |                                        |                                        |                                        | 1944                                   |                                        |                                        |
|                                                                    |                                        | 5 franchi                              |                                        | Blu                                    |                                        |                                        |                                        |                                        | 1947                                   | 1960                                   |                                        |
|                                                                    |                                        | 10 franchi                             |                                        | Azzurro                                |                                        |                                        |                                        |                                        | 1947                                   | 1960                                   |                                        |
|                                                                    |                                        | 20 franchi                             |                                        | Marrone                                |                                        |                                        |                                        |                                        | 1947                                   | 1960                                   |                                        |
|                                                                    |                                        | 50 franchi                             |                                        | Rosso                                  |                                        |                                        |                                        |                                        | 1947                                   | 1960                                   |                                        |
|                                                                    |                                        | 100 franchi                            |                                        | Giallo                                 |                                        |                                        |                                        |                                        | 1947                                   | 1960                                   |                                        |
|                                                                    |                                        | 500 franchi                            |                                        |                                        |                                        |                                        |                                        |                                        | 1947                                   | 1960                                   |                                        |
|                                                                    |                                        | 1 000 franchi                          |                                        |                                        |                                        |                                        |                                        |                                        | 1947                                   | 1960                                   |                                        |
|                                                                    |                                        | 5 000 franchi                          |                                        |                                        |                                        |                                        |                                        |                                        | 1947                                   | 1960                                   |                                        |
| Serie Institut d'Émission des Départements d'Outre-Mer (1960-1962) |                                        |                                        |                                        |                                        |                                        |                                        |                                        |                                        |                                        |                                        |                                        |
|                                                                    |                                        | 100 franchi                            |                                        |                                        |                                        |                                        |                                        |                                        | 1960                                   |                                        |                                        |
|                                                                    |                                        | 500 franchi                            |                                        |                                        |                                        |                                        |                                        |                                        | 1960                                   |                                        |                                        |
|                                                                    |                                        | 1 000 franchi                          |                                        |                                        |                                        |                                        |                                        |                                        | 1960                                   |                                        |                                        |
|                                                                    |                                        | 5 000 franchi                          |                                        |                                        |                                        |                                        |                                        |                                        | 1960                                   |                                        |                                        |
|                                                                    |                                        | 10 nuovi franchi                       |                                        |                                        |                                        |                                        |                                        |                                        | 1962                                   |                                        | Sovrastampati                          |
|                                                                    |                                        | 20 nuovi franchi                       |                                        |                                        |                                        |                                        |                                        |                                        | 1962                                   |                                        | Sovrastampati                          |
|                                                                    |                                        | 100 nuovi franchi                      |                                        |                                        |                                        |                                        |                                        |                                        | 1962                                   |                                        | Sovrastampati                          |